# 馬里蒙特 (加利福尼亞州)
馬里蒙特（英語：Mariemont）是位於美國加利福尼亞州埃爾多拉多縣的一個非建制地區。該地的面積和人口皆未知。

## 地理
馬里蒙特的座標為38°42′53″N 120°56′24″W / 38.71472°N 120.94000°W，而該地的平均海拔高度為353米（即1158英尺）。